# WTA Finals 2018 – ženská dvouhra
Ženská dvouhra WTA Finals 2018 probíhala ve druhé polovině října 2018, jakožto jedno z vyvrcholení ženské profesionální sezóny. Do singlové soutěže singapurského Turnaje mistryň nastoupilo osm nejlepších hráček v klasifikaci žebříčku Porsche WTA Race. Obhájkyní titulu byla dánská světová dvojka Caroline Wozniacká.
Rozlosování singlové soutěže proběhlo v pátek 19. října 2018. Poprvé v kariéře do turnaje zasáhly Japonka Naomi Ósakaová, Američanka Sloane Stephensová a Nizozemka Kiki Bertensová. První hráčka žebříčku Simona Halepová se odhlásila 18. října 2018 v důsledku vyhřezlé ploténky. Přesto si před turnajem již druhý rok v řadě zajistila pozici konečné světové jedničky.
Poprvé od znovuzavedení základních skupin v roce 2003 prohrály výše postavené hráčky obě první dvouhry v každé skupině.
Vítězkou se při své druhé účasti v řadě stala 24letá světová sedmička Elina Svitolinová z Ukrajiny, jež ve finále zdolala americkou šestou hráčku žebříčku Sloane Stephensovou po třísetovém průběhu 3–6, 6–2 a 6–2. V probíhající sezóně si připsala čtvrté turnajové vítězství, které představovalo třináctý singlový titul na okruhu WTA Tour, s celkovou finálovou bilancí 13–2. Jako neporažená šampionka si připsala 1 500 bodů, s posunem na čtvrtou příčku klasifikace, a maximální odměnu 2 360 000 dolarů.

## Nasazení hráček
1. Angelique Kerberová (základní skupina, 500 bodů, 304 000 USD)
2. Caroline Wozniacká (základní skupina, 500 bodů, 304 000 USD)
3. Naomi Ósakaová (základní skupina, 375 bodů, 151 000 USD)
4. Petra Kvitová (základní skupina, 375 bodů, 151 000 USD)
5. Sloane Stephensová (finále, 1080 bodů, 1 200 000 USD)
6. Elina Svitolinová (vítězka, 1 500 bodů, 2 360 000 USD)
7. Karolína Plíšková (semifinále, 625 bodů, 497 000 USD)
8. Kiki Bertensová (semifinále, 625 bodů, 497 000 USD)

## Náhradnice
1. Darja Kasatkinová (nenastoupila, 0 bodů, 68 000 USD)
2. Anastasija Sevastovová (nenastoupila, 0 bodů, 68 000 USD)

## Soutěž
| Legenda                                                       |                                                                        |                                                   |
| - Q – kvalifikant - WC – divoká karta - LL – šťastný poražený | - Alt – náhradník - SE – zvláštní výjimka - PR/SR – žebříčková ochrana | - w/o – bez boje - r – skreč - d – diskvalifikace |

### Finálová fáze
|  | Semifinále | Semifinále         | Semifinále        | Semifinále | Semifinále |   |                   | Finále             | Finále | Finále | Finále | Finále |
|  |            |                    |                   |            |            |   |                   |                    |        |        |        |        |
|  | 5          | Sloane Stephensová | 0                 | 6          | 6          |   |                   |                    |        |        |        |        |
|  | 7          | Karolína Plíšková  | 6                 | 4          | 1          |   |                   |                    |        |        |        |        |
|  | 7          | Karolína Plíšková  | 6                 | 4          | 1          |   | 5                 | Sloane Stephensová | 6      | 2      | 2      |        |
|  |            |                    |                   |            |            |   | 5                 | Sloane Stephensová | 6      | 2      | 2      |        |
|  |            | 6                  | Elina Svitolinová | 3          | 6          | 6 |                   |                    |        |        |        |        |
|  | 6          | 6                  | Elina Svitolinová | 3          | 6          | 6 | Elina Svitolinová | 7                  | 65     | 6      |        |        |
|  | 6          |                    |                   |            |            |   | Elina Svitolinová | 7                  | 65     | 6      |        |        |
|  | 8          | Kiki Bertensová    | 5                 | 7          | 4          |   |                   |                    |        |        |        |        |

### Červená skupina
|    |                     | Kerber        | Ósaka         | Stephens           | Bertens            | Zápasy | Sety | Hry,  | Pořadí |
| 1. | Angelique Kerberová |               | 6–4, 5–7, 6–4 | 3–6, 3–6           | 6–1, 3–6, 4–6      | 1–2    | 3–4  | 36–40 | 3.     |
| 3. | Naomi Ósakaová      | 4–6, 7–5, 4–6 |               | 5–7, 6–4, 1–6      | 3–6skreč           | 0–3    | 2–6  | 30–40 | 4.     |
| 5. | Sloane Stephensová  | 6–3, 6–3      | 7–5, 4–6, 6–1 |                    | 7–6(7–4), 2–6, 6–3 | 3–0    | 6–2  | 44–33 | 1.     |
| 8. | Kiki Bertensová     | 1–6, 6–3, 6–4 | 6–3skreč      | 6–7(4–7), 6–2, 3–6 |                    | 2–1    | 5–3  | 34–31 | 2.     |

### Bílá skupina
|    |                    | Wozniacká     | Kvitová       | Svitolina     | Plíšková      | Zápasy | Sety | Hry   | Pořadí |
| 2. | Caroline Wozniacká |               | 7–5, 3–6, 6–2 | 7–5, 5–7, 3–6 | 2–6, 4–6      | 1–2    | 3–5  | 37–43 | 3.     |
| 4. | Petra Kvitová      | 5–7, 6–3, 2–6 |               | 3–6, 3–6      | 3–6, 4–6      | 0–3    | 1–6  | 26–40 | 4.     |
| 6. | Elina Svitolinová  | 5–7, 7–5, 6–3 | 6–3, 6–3      |               | 6–3, 2–6, 6–3 | 3–0    | 6–2  | 44–33 | 1.     |
| 7. | Karolína Plíšková  | 6–2, 6–4      | 6–3, 6–4      | 3–6, 6–2, 3–6 |               | 2–1    | 5–2  | 36–27 | 2.     |